# Clomazon
Clomazon is een organische verbinding die gebruikt wordt als herbicide. In zuivere toestand is het een witte vaste stof. Het technisch product is een strokleurige vloeistof.
De stof werd ontwikkeld door FMC Corporation in de Verenigde Staten en in 1983 gepatenteerd. FMC Corp. verkoopt het in de Verenigde Staten onder de merknaam Command en in Europa onder de merknaam Centium.
Clomazon heeft een matige acute toxiciteit. De stof is niet genotoxisch of carcinogeen en heeft geen negatief effect op de voortplanting.

## Toepassing
Clomazon is een selectief herbicide tegen eenjarige onkruiden, waaronder kleefkruid, vogelmuur, perzikkruid en zwaluwtong. Het werkt systemisch; het wordt opgenomen door de wortels en scheuten van de planten en daarna opwaarts verspreid. Clomazon remt de biosynthese van carotenoïden in de plant. Daardoor zal nieuw plantenweefsel verkleuren, van bleekgroen of geel tot wit bij hoge dosis.
Omdat clomazon vluchtig is kan het bij versproeien zich gemakkelijk in de buurt verspreiden en daar andere gewassen doen verkleuren of verbleken. Daarom moet er een grote bufferafstand gerespecteerd worden bij het versproeien. Om dat te vermijden wordt het nu meestal geformuleerd als een suspensie van microcapsules, waarin clomazon ingekapseld is in een polymeer. Die suspensie wordt dan gemengd met water en versproeid. Door hydrolyse breekt de schil van de microcapsules af en komt clomazon ter beschikking.

## Regelgeving
De Europese Commissie heeft clomazon per 1 november 2008 opgenomen in de lijst van toegelaten gewasbeschermingsmiddelen.
In België is het product Centium 360 CS erkend met clomazon als actief bestanddeel. Het is toegelaten bij de teelt van diverse groenten, bieten en aardappelen.